# Pleurostylia
Pleurostylia är ett släkte av benvedsväxter. Pleurostylia ingår i familjen Celastraceae.
Kladogram enligt Catalogue of Life:
| Pleurostylia | \| \| Pleurostylia africana \| \| \| \| \| \| Pleurostylia capensis \| \| \| \| \| \| Pleurostylia leucocarpa \| \| \| \| \| \| Pleurostylia opposita \| \| \| \| \| \| Pleurostylia pachyphloea \| \| \| \| \| \| Pleurostylia putamen \| \| \| \| \| \| Pleurostylia serrulata \| \| \| \| |
|              | \| \| Pleurostylia africana \| \| \| \| \| \| Pleurostylia capensis \| \| \| \| \| \| Pleurostylia leucocarpa \| \| \| \| \| \| Pleurostylia opposita \| \| \| \| \| \| Pleurostylia pachyphloea \| \| \| \| \| \| Pleurostylia putamen \| \| \| \| \| \| Pleurostylia serrulata \| \| \| \| |
|              | Pleurostylia africana |
|              | |
|              | Pleurostylia capensis |
|              | |
|              | Pleurostylia leucocarpa |
|              | |
|              | Pleurostylia opposita |
|              | |
|              | Pleurostylia pachyphloea |
|              | |
|              | Pleurostylia putamen |
|              | |
|              | Pleurostylia serrulata |
|              | |

## Bildgalleri

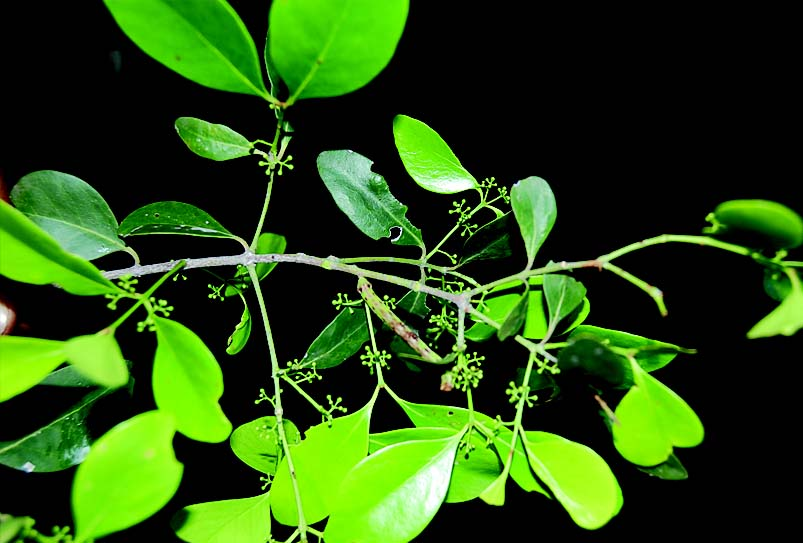
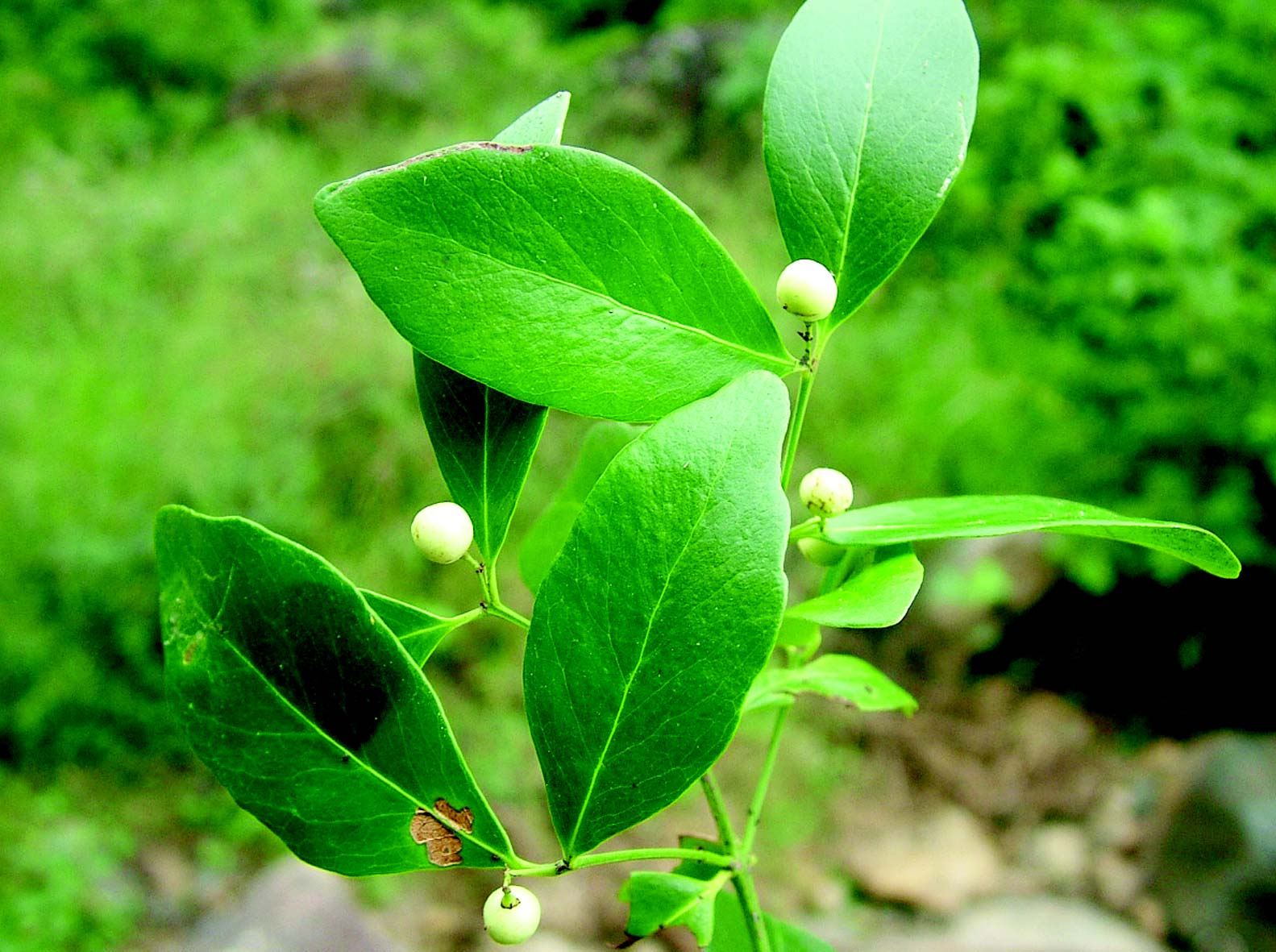
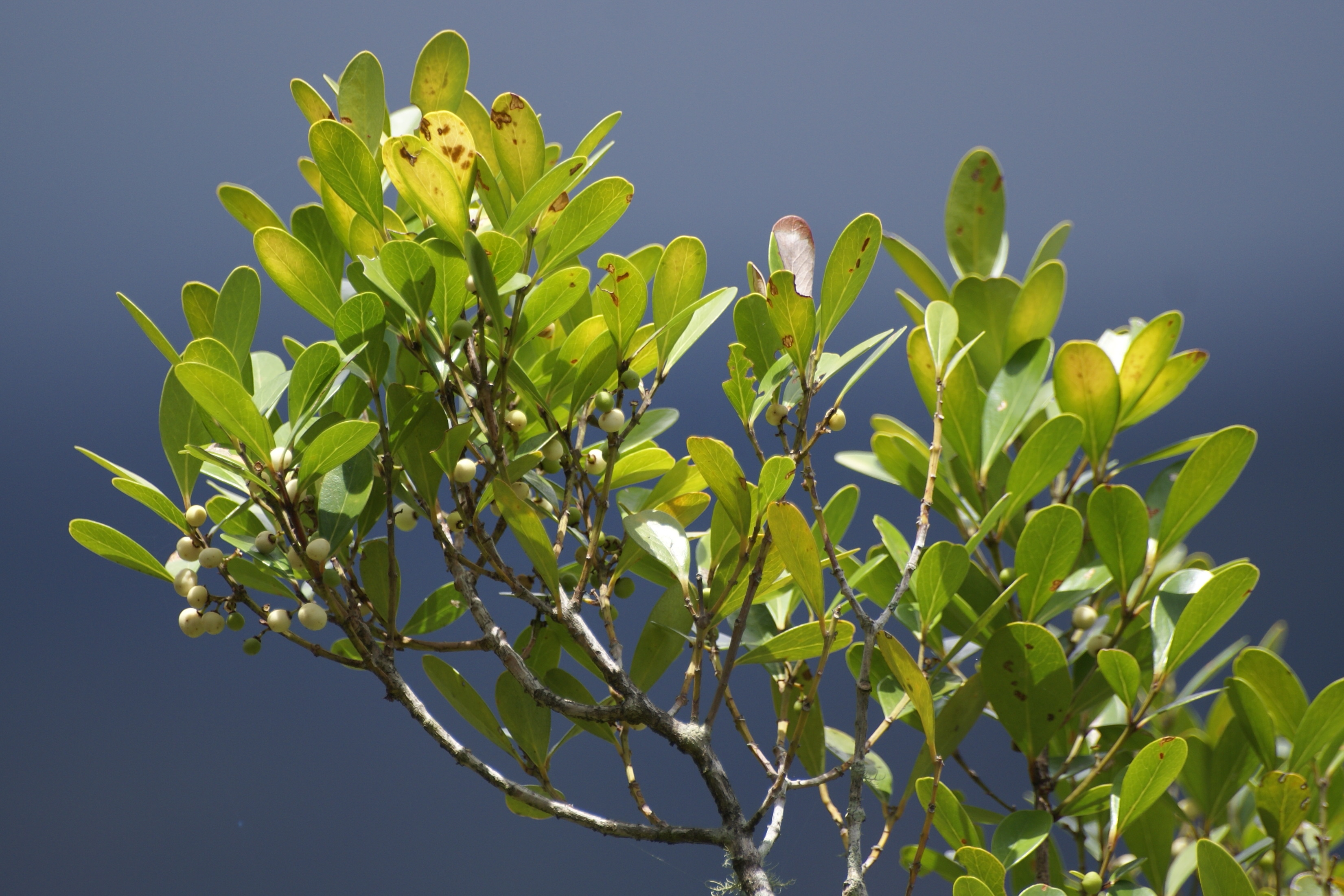